# Dear… (岡本真夜のアルバム)
『Dear…』（ディアー…）は、岡本真夜の6枚目のスタジオ・アルバム。

## 解説
1999年7月の5th『魔法のリングにkissをして』から実に2年半ぶりのオリジナル・アルバム。結婚・出産を経て発表された。
初回盤はPHOTO BOOKLET付スリーヴ・ケース仕様の特殊パッケージ。

## 収録曲
全作詞・作曲：岡本真夜　編曲：西垣哲二&岡本真夜
1. Dear…
  - 13thシングル
  - ビオフェルミン製薬「新ビオフェルミンS」CMソング
2. Catch me
3. 愛を知る街へ
4. Tears
5. ハピハピ バースデイ
  - 12thシングル
  - NHKテレビ『みんなのうた』、茨城放送『お誕生日おめでとう』テーマ曲
6. One Room
  - 出光興産CMソング
7. スタートライン
8. fu・ta・ri
9. Change my life
10. 愛しい人よ〜remember me〜
  - 12thシングル
  - ドラゴン・フィルム配給映画『リメンバー・ミー』イメージソング
11. どんなに強い風が吹いてても
12. 笑ってるあなたがいい